# E. P. Warren Praelector
Die E. P. Warren Praelectorship ist eine Stiftungsdozentur auf dem Gebiet der Gräzistik am Corpus Christi College, Oxford. Sie geht auf das Vermächtnis des US-Amerikaners Edward Perry Warren (1860–1928), eines Sammlers antiker Kunst, zurück. Aufgrund juristischer Probleme konnte die Stelle jedoch erst 1954 besetzt werden. Ursprünglich waren durch das Vermächtnis strenge Bedingungen an sie geknüpft. Der E. P. Warren Praelector musste seinen Studenten jederzeit zur Verfügung stehen und zu diesem Zweck im College wohnen, und er durfte Frauen nicht unterrichten. Diese Bedingungen wurden jedoch, abgesehen von der Unterrichtsverpflichtung, Ende der 1980er Jahre vollständig aufgehoben.